# Aristolochia siamensis
Aristolochia siamensis là một loài thực vật có hoa trong họ Aristolochiaceae. Loài này được Craib mô tả khoa học đầu tiên năm 1913.